# São João (Lisbona)
São João è una ex freguesia del Portogallo e un quartiere della città di Lisbona.
La freguesia è stata soppressa nel 2012 in seguito all'approvazione della riforma dell'assetto amministrativo di Lisbona; il suo territorio è stato accorpato alla freguesia di Penha de França.